# インターネットアーキテクチャ委員会
インターネットアーキテクチャ委員会（インターネットアーキテクチャいいんかい、Internet Architecture Board、IAB）とは、インターネットソサエティ(ISOC)がインターネットの技術的・工学的開発を監督するために設置した委員会である。
配下には多くのタスクフォースがあり、最も重要なものとしてInternet Engineering Task Force(IETF)とInternet Research Task Force(IRTF)がある。
IAB の母体となったのは、アメリカ国防総省の国防高等研究計画局が1979年に設立した Internet Configuration Control Board である。同委員会は1984年に Internet Advisory Board となり、1986年5月には Internet Activity Board となった。その後、1992年1月、インターネットがアメリカ政府の管理下から徐々に国際的な公共物となってきたことを受けて、ISOC 管理下のインターネットアーキテクチャ委員会となった。

## IAB の活動
IAB の現在の活動の一部を以下に示す。
- アーキテクチャ監督: IABはインターネットで使われる通信プロトコルとプロシージャのアーキテクチャ面の監督（およびコメント）を行っている。
- 標準化プロセス監督と苦情窓口: IABはインターネットの標準規格作成プロセスを監督する。IABはInternet Engineering Steering Group(IESG)の標準化方針への反対意見を受け付ける窓口としても機能する。
- Request for Comments シリーズ: IAB はRFC文書シリーズの編集および出版を受け持っている。
- Internet Assigned Numbers Authority: ICANNと共同し、IABは IANA による各種番号割り当ての監督を行う。
- 外部窓口: IETF を管理する立場として、IAB は他の各種標準化組織との連携等の作業を行う。
- インターネット協会への助言: インターネット関連技術に関する技術的/アーキテクチャ的/プロシージャ的/方針的な問題についてISOCの評議委員会へ助言を行う。
- IESGの追認: IABは IETF Nominating Committee の選出した候補から IETF会長およびIESGのエリアディレクターを任命（追認）する。
- IRTFの会長: IAB は2年毎にIRTFの会長を選ぶ。